# Przetoczyno
Przetoczyno (kasz. Przetoczëno; niem. Pretoschin) – wieś kaszubska w Polsce położona w województwie pomorskim, w powiecie wejherowskim, w gminie Szemud przy drodze wojewódzkiej nr , nad rzeką Gościciną. 
| SIMC    | Nazwa        | Rodzaj    |
| ------- | ------------ | --------- |
| 0175426 | Laski        | część wsi |
| 0175432 | Sosnowa Góra | część wsi |

W latach 1975–1998 miejscowość administracyjnie należała do województwa gdańskiego.
Podczas zaboru pruskiego wieś nosiła nazwę niemiecką Pretoschin. Podczas okupacji niemieckiej nazwa Pretoschin w 1942 została przez nazistowskich propagandystów niemieckich (w ramach szerokiej akcji odkaszubiania i odpolszczania nazw niemieckiego lebensraumu) zweryfikowana jako zbyt kaszubska i przemianowana na nowo wymyśloną i bardziej niemiecką – Breitenfelde.